# Cossé-en-Champagne
Cossé-en-Champagne – miejscowość i gmina we Francji, w regionie Kraj Loary, w departamencie Mayenne.
Według danych na rok 1990 gminę zamieszkiwało 275 osób, a gęstość zaludnienia wynosiła 13 osób/km² (wśród 1504 gmin Kraju Loary Cossé-en-Champagne plasuje się na 1002. miejscu pod względem liczby ludności, natomiast pod względem powierzchni na miejscu 517.).